# Nieuwe Heerenveense Kanaal
Het Nieuwe Heerenveense Kanaal (Fries en officieel: Hearrenfeanster Kanaal) is een kanaal dat begint bij de plaats Heerenveen en dat in noordelijke richting langs Vegelinsoord ten westen van en parallel aan de spoorlijn Heerenveen-Leeuwarden loopt.

## Geschiedenis
Het Nieuwe Heerenveense Kanaal werd in de jaren 70 gegraven ten westen van de gemeente Heerenveen. Het zuidelijk deel van het kanaal vormt de grens met de gemeente De Friese Meren. Een deel van Vegelinsoord, onder andere enkele woningen en een sluis, moest bij de aanleg verdwijnen.

## Ligging
Bij Heerenveen sluit het kanaal aan op de Engelenvaart en de Veenscheiding en in het noorden op het Deel. Het kanaal loopt langs twee bedrijventerreinen ten noorden van de A7: Kanaal en Haskerveen. Tussen woonwijk Nijehaske in Heerenveen en de plaats Nijehaske ligt de Jousterbrug over het kanaal.
Parallel aan het Nieuwe Heerenveense Kanaal loopt ook de Heeresloot, maar die bevindt zich ten oosten van de spoorlijn. Scheepvaart op het Kanaal heeft ook aansluiting op de Heeresloot via een spoorbrug in de nabijheid van de Grevensmolen.